# Cirrus SR20
Cirrus SR20 là một loại máy bay thông dụng của Hoa Kỳ, do Cirrus Aircraft chế tạo.

### Dân sự

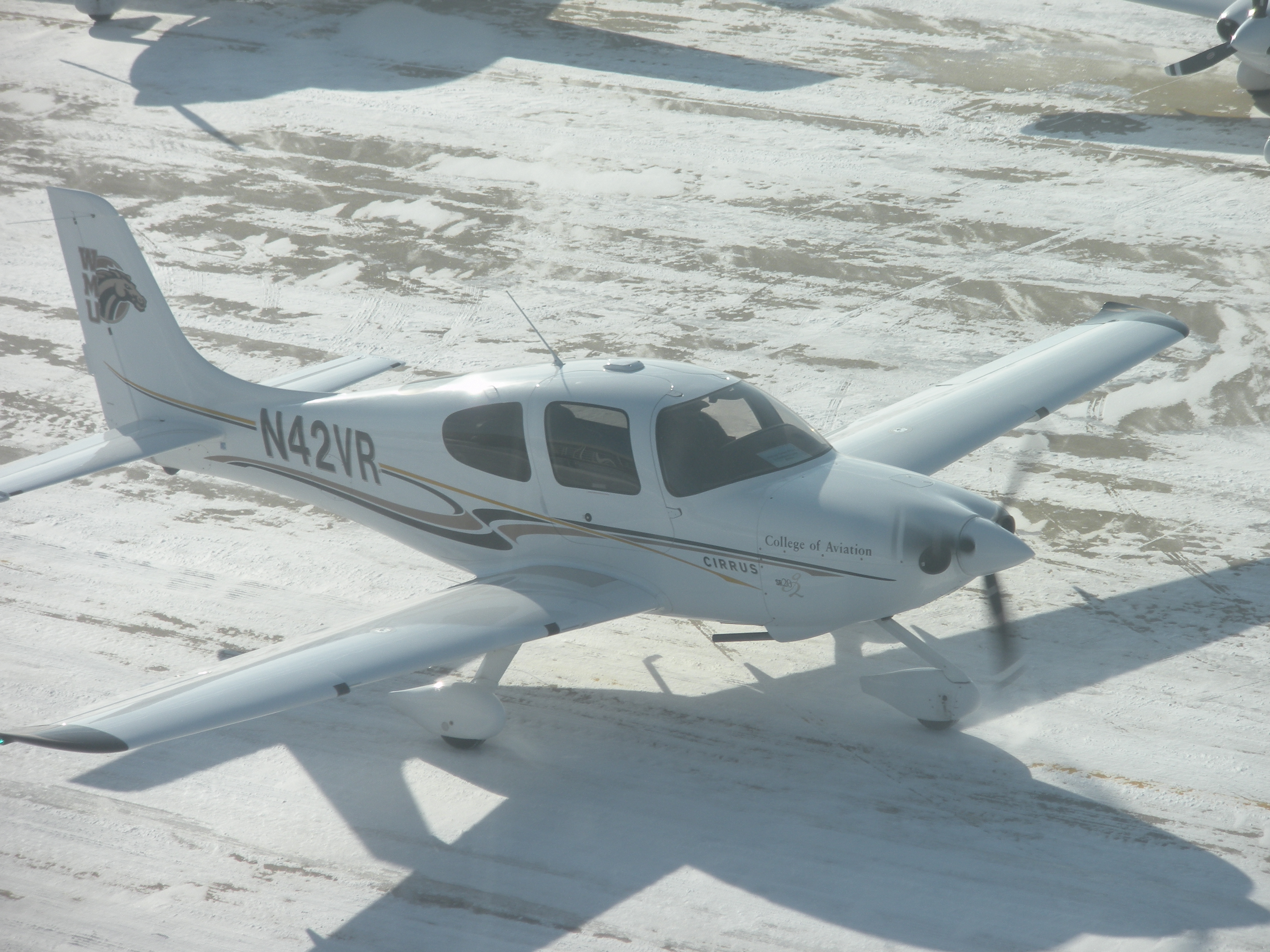
Cirrus SR20 thuộc đại học Western Michigan.

## Quốc gia sử dụng

### Quân sự
Pháp
- Không quân Pháp và Hải quân Pháp[1]

 Hoa Kỳ
- Học viện Không quân Hoa Kỳ - 25 T-53A phiên bản của SR20[2]

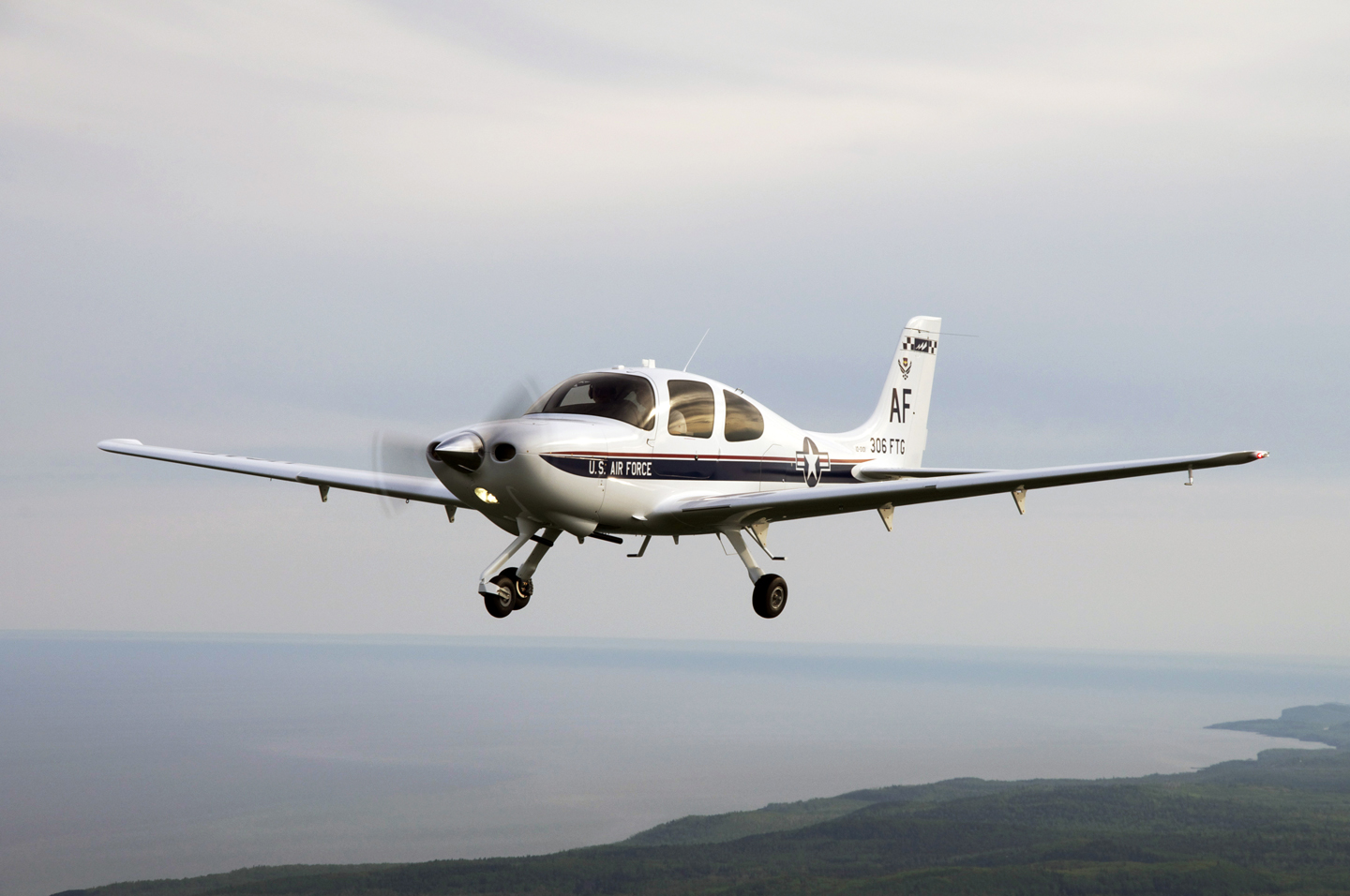
T-53A

## Tính năng kỹ chiến thuật (SR20-G3)

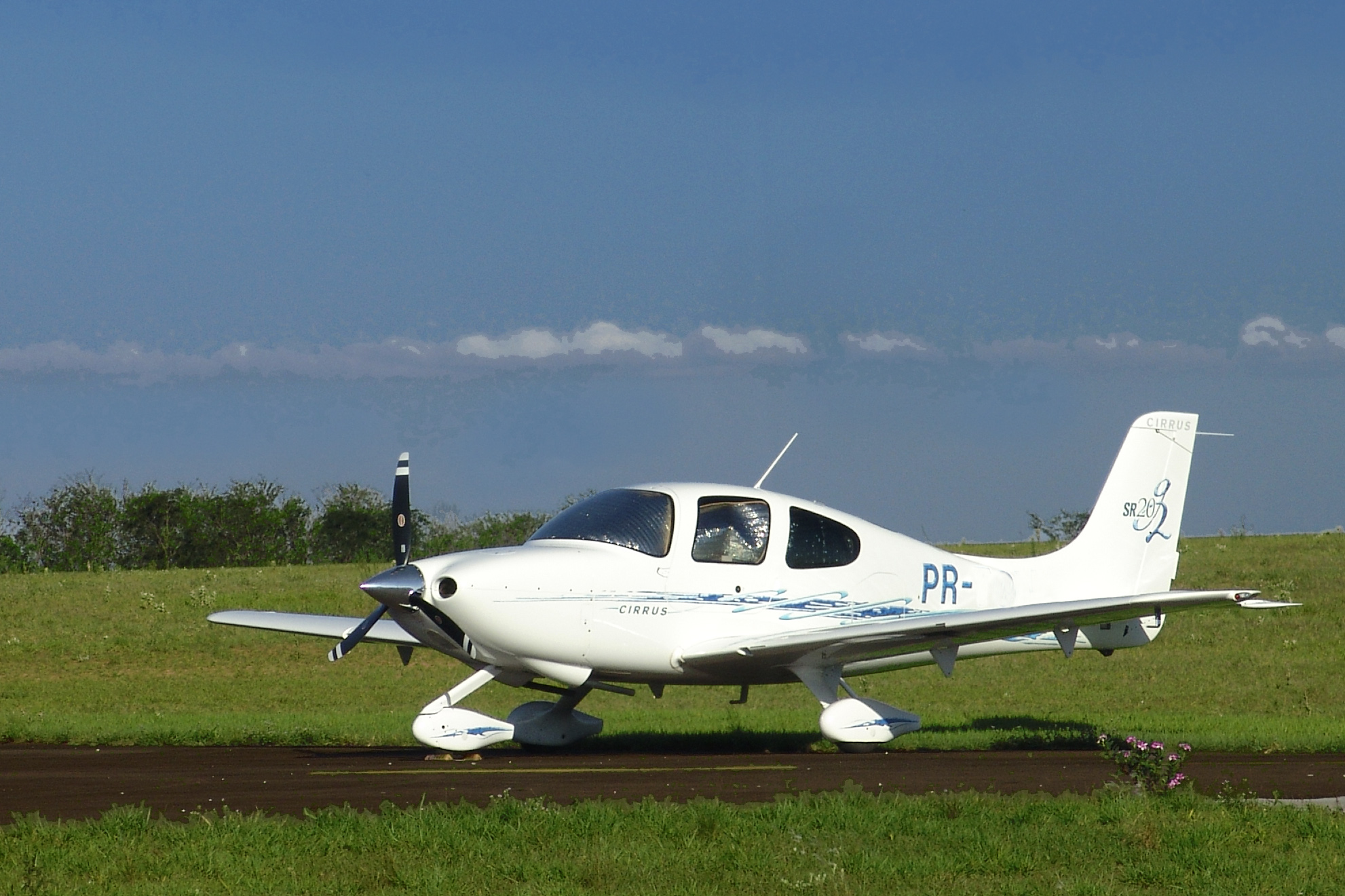
Cirrus SR20 tại Avaré

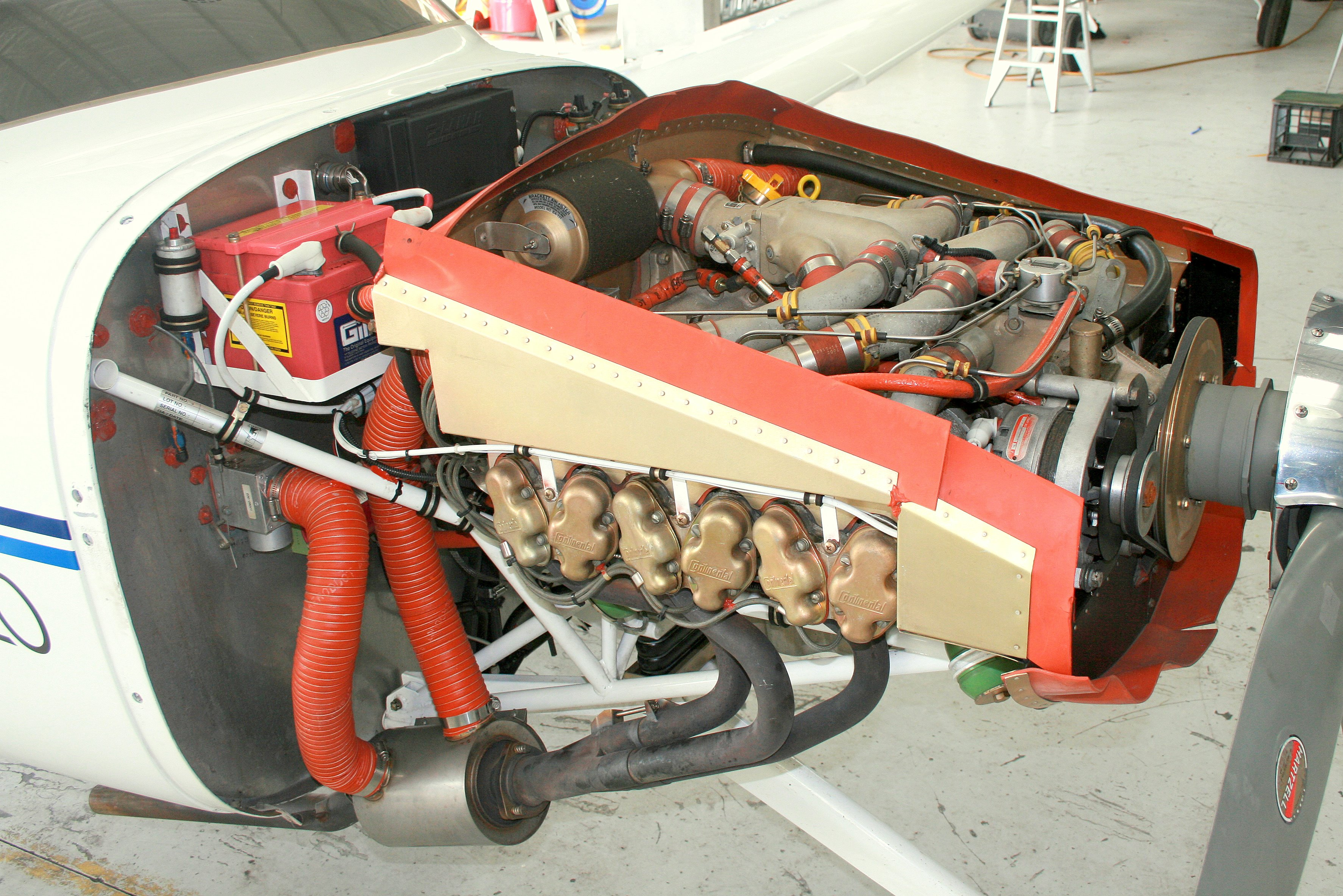
Continental IO-360-ES lắp trên 1 chiếc Cirrus SR20

Dữ liệu lấy từ Cirrus SR20 Specifications Webpage
Đặc điểm tổng quát
- Kíp lái: 1
- Sức chứa: 4 hành khách
- Chiều dài: 26 ft 0 in (7,92 m)
- Sải cánh: 38 ft 4 in (11,68 m)
- Chiều cao: 8 ft 11 in (2,71 m)
- Diện tích cánh: 144,9 ft² (13,71 m²)
- Trọng lượng rỗng: 2128 lb (965 kg)
- Trọng lượng có tải: 3050 lb (1386 kg)
- Trọng tải có ích: 922 lb (421 kg)
- Trọng lượng cất cánh tối đa: 3050 lb (1386 kg)
- Động cơ: 1 × Continental IO-360-ES, 200 hp (149 kW)

 Hiệu suất bay 
- Vận tốc hành trình: 155 knot (288 km/h)
- Vận tốc tắt ngưỡng: 56 knot ()
- Tầm bay: 785 hải lý (1454 km)
- Vận tốc lên cao: 828 ft/phút (4,2 m/s)
- Tải trên cánh: 21 lb/ft² (101 kg/m²)
- Công suất/trọng lượng: 15,25 lb/hp (0,108 kW/kg)